# Squalius castellanus
 Squalius castellanus és una espècie de peix cipriniforme de la família dels ciprínids que es troba a la península Ibèrica.